# Pianoforte-Stücke
Pianoforte-Stücke (alternatieve titel Sieben Stücke für das Pianoforte) is een verzameling werkjes van Christian Sinding, geschreven voor piano. 
De titels van de zeven werkjes zijn:
1. Impromptu in allegro (A majeur)
2. Wellen in non troppo allegro (As majeur)
3. Melodie in allegretto (B majeur)
4. Humoreske in marcato (Es majeur)
5. Intermezzo in deciso (B majeur)
6. Etude in allegro (Des majeur)
7. Caprice in allegro (As majeur)